# Yannik Keitel
Yannik Keitel (Breisach, 15 de febrero de 2000) es un futbolista alemán que juega en la demarcación de centrocampista para el VfB Stuttgart de la Bundesliga.

## Biografía
Tras formarse como futbolista en el SV Breisach, finalmente en 2012 pasó a la disciplina del SC Friburgo. Allí empezó a subir de categoría hasta que en 2018 debutó con el segundo equipo. Dos temporadas después, la 2020-21, el 29 de febrero de 2020 debutó con el primer equipo, haciendo su debut como profesional en un encuentro de la Bundesliga contra el Borussia Dortmund. En esta competición disputó 64 partidos antes de abandonar el club al finalizar la temporada 2023-24 para unirse al VfB Stuttgart.

## Clubes
| Club              | País     | Año       | Partidos | Goles |
| ----------------- | -------- | --------- | -------- | ----- |
| S. C. Friburgo II | Alemania | 2018-2021 | 23       | 3     |
| S. C. Friburgo    | Alemania | 2020-2024 | 78       | 1     |
| VfB Stuttgart     | Alemania | 2024-     | 18       | 1     |

## Palmarés

### Campeonatos nacionales
| Título           | Club          | País     | Año  |
| ---------------- | ------------- | -------- | ---- |
| Copa de Alemania | VfB Stuttgart | Alemania | 2025 |